# تاريخ ناورو

علم ناورو والذي يمثل الاثني عشر قبيلة التي سكنت البلد

تاريخ النشاط البشري في ناورو -جزيرة في المحيط الهادي- بدأ منذ حوالي 3000 عام عندما قامت اثنا عشر قبيلة من ميكرونيسيا وبولينيزيا بزيارة الجزيرة والاستقرار فيها.

## التاريخ المبكر
كان أول من سكنوا جزيرة ناورو هم الميكرونيسيون والبولينيزيون منذ 3000 عام على الأقل. عاش سكان الجزيرة على ثمار جوز الهند وفاكهة الكاذي السقفي  وقاموا بالزراعة المائية عن طريق اصطياد أسماك السلماني وإجبارهم على التأقلم لظروف المياه العذبة وتربيتهم في بحيرة لاجون للحصول على مصدر إضافي للغذاء. تقليدا لم يكن مسموحا سوى للرجال بالصيد وكانوا يفعلون ذلك على متن زوارق مدببة.

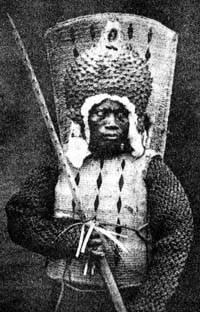
محارب من جزيرة ناورو

كان يوجد اثنا عشر قبيلة في ناورو والذين يتم تمثيلهم في النجمة ذات الاثنا عشر سنا في العلم الوطني. أول من وصل إلى الجزيرة من الأوروبيين كان الإنجليز على متن سفينة (هانتر) في عام 1798. عندما اقتربت السفينة من ساحل الجزيرة خرجت الزوارق لمقابلتها. طاقم سفينة (هانتر) لم يغادروا السفينة كما لم يغادر السكان زوارقهم إلا أن انطباع القبطان جون فيرن الجيد عن الجزيرة وعن سكانها هو ما أعطى الجزيرة اسمها الإنجليزي (الجزيرة السعيدة)، والذي استمر كاسم للجزيرة حتى استولى عليها الألمان بعد ذلك بتسعين عاما.
منذ عام 1830 وهناك علاقات بين الجزيرة وبين الأوروبيين عن طريق السفن والتجار الذين كانوا يجددون بضائعهم (كالماء العذب) في ناورو. في حين استبدل سكان الجزيرة الطعام بالأسلحة والمشروبات الكحولية. أول الأوروبيين الذين يسكنون الجزيرة -تقريبا في عام 1830- عندما قام باتريك بورك وجون جونز -مجرمان أيرلنديان- بالهرب من جزيرة نورفولك. قام جونز بقتل العديد من السكان في الجزيرة حتى قام سكان ناورو بنفيه في عام 1841.
دخول الأسلحة النارية والمشروبات الكحولية إلى الجزيرة أنهى التعايش السلمي بين القبائل الإثني عشر. حيث بدأت حرب دامت عشر سنوات في عام 1878 لتقلل عدد السكان من 1400 في عام 1843 إلى 900 فقط في عام 1888. في النهاية تم منع المشروبات الكحولية ولاحقا تم منع معظم الأسلحة النارية.

## الحماية الألمانية
في عام 1886 تم منح الجزيرة إلى ألمانيا بموجب الاتفاق الأنجلو-ألماني. في 1 أكتوبر من عام 1888 هبطت سفينة ألمانية على الجزيرة ليهبط منها 36 رجل.
قامت القوات الألمانية بقيادة وليام هاريس بتمشيط الجزيرة والقبض على كبار القبائل الإثني عشر. الكبار ظلوا تحت الأسر حتى الصباح التالي حيث تم رفع العلم الألماني على الجزيرة. القوات الألمانية أخبرت القبائل أن لديهم 24 ساعة لتسليم كافة الأسلحة أو سيتم أخذ كبارهم كسجناء. بحلول صباح الثالث من أكتوبر تم تسليم 765 بندقية. أطلق الألمان على الجزيرة (ناودو). وصول الألمان أنهى الحرب الدائرة بين القبائل. قام الألمان بحكم الجزيرة قرابة ثلاثة عقود. روبرت راش كان أول محافظ يتم تعيينه على الجزيرة في عام 1890.

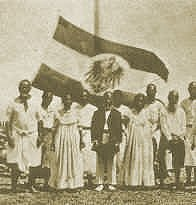
الثالث من أكتوبر 1888 واستلام ألمانيا للجزيرة

تم اكتشاف الفوسفات في ناورو في عام 1900 عن طريق ألبرت إليس. وبالاتفاق مع ألمانيا قامت شركة (فوسفات المحيط الهادئ) في عام 1906 ببدء عملية استخراج الفوسفات من ناورو.

## من الحرب العالمية الأولى إلى الحرب العالمية الثانية
في عام 1914 وبعد اندلاع الحرب العالمية الأولى استولت القوات الأسترالية على ناورو. لتستولى إنجلترا على الجزيرة بعد ذلك وحتى عام 1920. في عام 1919 وقع كل من إنجلترا ونيوزيلندا وأستراليا اتفاقية ناورو، والتي تعرف باسم اتفاقية الفوسفات، مما يتيح لهم بعملية استخراج الفوسفات من الجزيرة. هذا سبب الكثير من المشاكل للسكان الأصليين حيث كانوا معرضين للغاية للإصابة بالسل والإنفلونزا. وفي عام 1921 أدت الإنفلونزا إلى وفاة 230 من سكان الجزيرة.

## الحرب العالمية الثانية
أثناء الحرب العالمية الثانية تعرضت ناورو للكثير من الأضرار من الجانبين سواء من دول المحور (ألمانيا واليابان) أو من دول الحلفاء مما جعل تجارة الفوسفات تتضرر بشكل كبير.
احتلت القوات اليابانية الجزيرة في 26 أغسطس من عام 1942 وقاموا بإساءة معاملة السكان الأصليين بشدة. قامت القوات اليابانية ببناء مطار حربي على ناورو والذي تم قصفه لأول مرة في 25 مارس من عام 1943 ليمنع وصول الشحنات الغذائية إلى ناورو. في عام 1943 أجبرت القوات اليابانية سكان ناورو على العمل في الخدمات العسكرية.
في 13 سبتمبر من عام 1945 تحررت ناورو أخيرا من الاحتلال الياباني عندما قام الكابتن سولدا -قائد القوات العسكرية اليابانية في ناورو- بالاستسلام وتسليم الجزيرة إلى القوات البحرية الأسترالية.

## الاستقلال
في شهر يناير من عام 1966 أصبح لجزيرة ناورو حكومة مستقلة لأول مرة. لتصبح ناورو أصغر جمهورية مستقلة في العالم.
مع نهاية القرن العشرين أصبح مخزون الفوسفات على الجزيرة ينفذ سريعا، وفي عام 1999 انضمت ناورو إلى الأمم المتحدة.